# Frauenbodybuilding

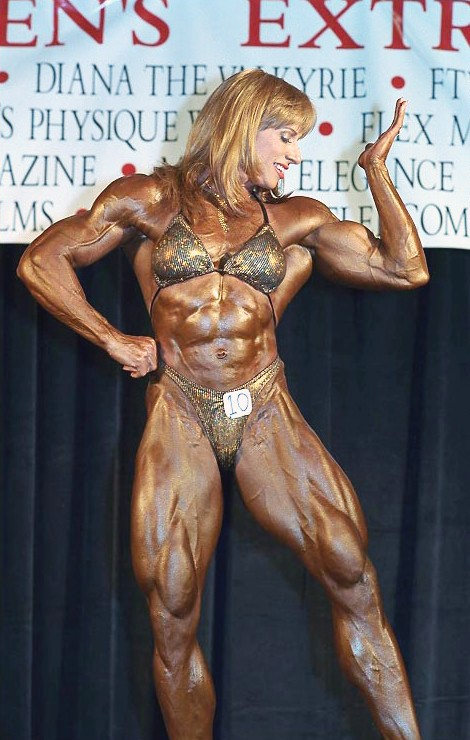
Teilnehmerin Betty Pariso am Extravaganza Strength Contest 2001

Frauenbodybuilding hat seinen Ursprung in den USA der 1970er-Jahre, als erstmals auch Frauen an Bodybuilding-Wettkämpfen teilnehmen konnten.

## Geschichte
Die ersten Bodybuilding-Wettbewerbe sind aus heutiger Sicht eher als Schönheitswettbewerbe zu sehen, der erste wirkliche Frauenbodybuildingwettbewerb war gemäß diesem Gesichtspunkt wohl die U. S. Women's National Physique Championship, die 1978 in Canton, Ohio, stattgefunden hat, da bei diesem die Jury erstmals aufgrund der Muskelmasse zu entscheiden hatte.

## 1980er-Jahre
1980 wurde der Wettbewerb der Ms. Olympia eingeführt, der noch heute der wichtigste internationale Wettbewerb im professionellen Frauenbodybuilding ist. Rachel McLish wurde Siegerin des 1. Ms. Olympia Wettbewerbes, den sie nach dem zweiten Platz 1981 (hinter Kike Elomaa) 1982 ein weiteres Mal gewinnen konnte. McLish wurde somit zur erfolgreichsten Bodybuilderin der frühen 1980er- und zum medialen Star, was ihre Hauptrolle in Ravenhawk verdeutlicht. Abgelöst wurde McLish von Cory Everson, die sechsmalige Ms. Olympia (1984–1989) wurde zur öffentlich geachteten Bodybuilderin und Schauspielerin (Hercules (Fernsehserie)). Im deutschen Sprachraum sorgte die vierfache Miss World Gabriele Sievers für Furore und gründete 1984 in Kiel eines der ersten Bodybuilding-Studios für Frauen.

## 1990er-Jahre
1990 entscheidet sich die IFBB den Ms. Olympia Wettbewerb für alle Frauen mit einer Procard zu öffnen. In diesem Jahr trat Cory Everson nicht mehr an. 1990 war auch deshalb der Beginn einer neuen Ära im Frauenbodybuilding, da die Neueinsteigerin Lenda Murray den ersten Platz belegte. Murray wurde somit zur neuen Nummer 1 im Bodybuilding und ist auch heute noch mit ihren 8 Ms. Olympia Erfolgen (1990–1995, 2002 und 2003) unerreicht.
Unterbrochen wurde die Siegesserie Murrays von Kim Chizevsky, welche den Titel 1996–1999 viermal in Folge gewinnen konnte.

## Heute
Das professionelle Bodybuilding der Frauen hat im neuen Jahrtausend im Gegensatz zu den 1980er- und 1990er-Jahren keinen Topstar, welcher auch von der Allgemeinheit (Bürger der USA, da dort Frauenbodybuilding besser von der Gesellschaft akzeptiert ist) gekannt wird. Ein weiterer Beleg für das Fehlen einer die Szene dominierenden Sportlerin ist auch, dass es mit Chepiga, Bergmann, Murray, Kyle und Oriquen bereits 5 Siegerinnen der Ms. Olympia Trophäe innerhalb dieses Jahrzehnts bislang gegeben hat.
Insgesamt wird beim heutigen Bodybuilding zwischen mehreren Stufen entschieden, so gibt es neben Bodybuilding nun auch die Kategorien Fitness und Figure, die jeweils weniger muskulöse Frauen verlangen. Der Trend geht derzeit wieder weg von muskulösen Frauen hin zur schlanken, körperlich definierten Frauen, die in den Figure und Fitness Klassen antreten, da sie als weiblicher erscheinen.

## Diskriminierung
Es besteht der Vorwurf, dass, während männliche Bodybuilder nach objektiven Standards wie Muskelmasse und Symmetrie bewertet werden, Frauen teilweise recht willkürlich bewertet werden.
Fakt ist jedoch auch, dass die Richter, die die Wettbewerberinnen bewerten, oft ihre Richtlinien ändern. So sollten Frauen in den 1980er-Jahren deutlich muskulöser sein als jetzt und werden nach dem kaum definierbaren Standard der Weiblichkeit bewertet.
In der breiten Masse besitzen Bodybuilderinnen häufig einen negativen Ruf, da ihnen vorgeworfen wird, verschiedene Geschlechterrollen von Mann und Frau zerstören zu wollen. Sie entsprechen oft nicht dem von der Allgemeinheit erwarteten Aussehen einer Frau und gelten deshalb auch als unattraktiv und männlich.

## Finanzierung
Da Frauenbodybuilding eine Randsportart ist und es kaum hohe Preisgelder gibt, haben die meisten Frauen, die Bodybuilding professionell betreiben wollen, eine eigene Internetseite, auf welcher sie eine kostenpflichtige Mitgliedschaft anbieten. Es wird dort vorrangig Personal Training, Coaching, Wrestlingsessions sowie erotische Bilder und Videos angeboten.

## Dopingproblem
Das Frauenbodybuilding hat ähnlich wie bei den Männern unter extremen Dopingmissbrauch zu leiden. Da es keine Doping-Tests bei Wettkämpfen gibt, außer im Natural Bodybuilding, ist Doping in diesem Sport normal. Im Profi-Bereich verwenden alle Bodybuilderinnen anabole Steroiden um einen muskulösen Körper zu bekommen. Da der weibliche Körper nur sehr wenig eigenes Testosteron, das männliche Sexualhormon, produziert, welches eine wichtige Rolle bei der Bildung neuer Muskelmasse spielt, unterstützen bestimmte Athletinnen den Muskelaufbauprozess durch die Einnahme oder Injektion von anabolen Steroiden. Die Einnahme von männlichen Hormonen durch Frauen hat oft irreversible Folgen. Neben dem gewünschten Effekt des Muskelaufbaus kommt es oft zur Vertiefung der Stimme, Wachstum der Geschlechtsorgane, Haarausfall, Akne und zu psychischen Veränderungen wie Aggressivität sowie Depression. Daneben gibt es viele weitere, zum Teil noch wenig erforschte Langzeitfolgen wie Unfruchtbarkeit, Tendenz zur Schädigung des Ungeborenen im Mutterleib sowie zu verschiedenen Krebsarten. Viele Topbodybuilderinnen haben eine extrem tiefe, männliche Stimme sowie weitere äußerliche Anzeichen eines Drogenmissbrauchs, was zu einer gesellschaftlichen Nichtanerkennung in breiten Schichten beiträgt.

## Austragungsorte und Klasseneinteilung in Deutschland
Die erste Deutsche Bodybuilding-Frauenmeisterschaft wurde 1981 in Hannover durchgeführt. 1982 bis 1989 fand sie in München, 1990/1991 in Frankfurt, 1992 in Berlin, 1993/1994 in Neustadt/W, 1995/1996 in Duisburg, 1997/1998 in Friedrichshafen, 1999 bis 2005 in München und ab 2006 in Augsburg statt.
Seit 2006 gibt es nurmehr zwei Gewichtsklassen: Klasse 1 bis 55 kg und Klasse 2 über 55 kg.

## Film
- 2022: Sanfte Monster (Szelíd), Ungarn / Deutschland, Regie: Anna Nemes und László Csuja, mit Eszter Csonka, György Turós, Csaba Krisztik[2]

### Training
- Emmi Wanghofer: Bodybuilding für Frauen. Den Körper formen durch Muskeltraining. Falken, Niedernhausen im Taunus 1994, ISBN 3-8068-1510-0
- Rachel McLish: Flex appeal. Bodybuilding für Frauen (OT: Flex Appeal). Heyne, München 1988, ISBN 3-453-00939-8
- Lisa Lyon, Douglas Kent Hall: Lisa Lyon's Body-Building. Körpertraining für Frauen von der Weltmeisterin im Damen-Bodybuilding (OT: Lisa Lyon's Body Magic). (4. Auflage.) Heyne, München 1989, ISBN 3-453-41547-7
- Arnold Schwarzenegger: Bodybuilding für Frauen. Das perfekte Programm für körperliche Fitness und Schönheit vom erfolgreichsten Bodybuilder der Welt (OT: Bodyshaping for Women). (11. Auflage.) Heyne, München 1994, ISBN 3-453-07014-3
- Anja Langer, Bill Reynolds: Body Flex - Body Magic. Contemporary Books (NTC/Contemporary), Lincolnwood (Chicago) 1999, ISBN 0-8092-3930-2

### Ernährung
- Sabine Froschauer: Stahlhart. Sabine Froschauers Rezepte für Fettabbau. (3. Auflage.) Novagenics, Arnsberg 1997, ISBN 3-929002-14-0

### Kulturgeschichte, Bildbände
- Bernd Wedemeyer: Starke Männer, starke Frauen. Eine Kulturgeschichte des Bodybuildings. C. H. Beck, München 1996, ISBN 3-406-39246-6
- Bill Dobbins: Modern Amazons. Taschen, Köln 2002, ISBN 3-8228-1291-9
- Charles Gaines, George Butler: Bodybuilding der Meisterklasse für Frauen. „Pumping Iron 2“ (OT: Pumping Iron II: The Unprecedented Woman). Heyne, München 1986, ISBN 3-453-41689-9
- Joanna Frueh, Laurie Fierstein, Judith Stein et al.: Picturing the Modern Amazon. Rizzoli / newmuseumbooks, New York 2000, ISBN 0-8478-2247-8
- Martin Schoeller: Female Bodybuilders, Pond Press 2008, ISBN 978-0-9761955-3-5 CUSA